# Скупштина СР Црне Горе
Скупштина Социјалистичке Републике Црне Горе је била највиши орган власти у оквиру права и дужности друштвено-политичке заједнице у Социјалистичкој Републици Црној Гори, од 1945. до 1992. године.
Скупштина СР Црне Горе је конституисана 17. априла 1945. године на заседању Црногорске антифашистичке скупштине народног ослобођења (ЦАСНО) када је ЦАСНО преименован у Црногорску народну скупштину. Доношењем Закона о имену Народне Републике Црне Горе 15. фебруара 1946. Црногорска народна скупштина је преименована у Народну скупштину Црне Горе. Овај назив скупштина је носила до доношења новог Устава, 1963. када је преименована у Скупштину Социјалистичке Републике Црне Горе. Након доношења Устава 1992. године, Скупштина је 1993. променила назив у Скупштина Црне Горе. 
Скупштина је у периоду од 1945. до 1953. била једнодомна, а од 1953. до 1990. године је имала више већа. Од 1953. до 1963. су постојала два већа — Републичко веће и Веће произвођача, од 1963. до 1974. је постојало пет већа — Републичко веће, Привредно веће, Просветно-културно веће, Социјално-здравствено веће и Организационо-политичко веће, а од 1974. до 1990. године три већа — Веће удруженог рада, Веће општина и Друштвено политичко веће. Извршни орган Скупштине је представљало Извршно веће Скупштине СР Црне Горе, а пре тога Влада НР Црне Горе.

## Сазиви скупштина
| Скупштине Црне Горе 1944 — 1946                                  |                              |                          | |                                                                                         |                      |
| сазив                                                            | п. мандата                   | к. мандата               | председник | потпредседник/ци                                                                        | секретар/и           |
| Црногорска антифашистичка скупштина народног ослобођења          | 15. јул 1944.                | 17. април 1945.          | Нико Миљанић |                                                                                         |                      |
| Црногорска народна скупштина                                     | 17. април 1945.              | 20. новембар 1946.       | Милош Рашовић |                                                                                         |                      |
| Уставотворна скупштина Црне Горе                                 | 28. новембар 1946.           | 31. децембар 1946.       | Петар Комненић |                                                                                         |                      |
| Сазиви Народне скупштине Народне Републике Црне Горе 1946 — 1963 |                              |                          | |                                                                                         |                      |
| сазив                                                            | п. мандата                   | к. мандата               | председник | потпредседник/ци                                                                        | секретар/и           |
| Народна скупштина Црне Горе (први сазив)                         | 31. децембар 1946.           | 1950.                    | Петар Комненић (до 1949) / Ђуро Чагоровић                                                                              |                                                                                         |                      |
| Народна скупштина Црне Горе (други сазив)                        | 1950.                        | децембар 1953.           | Ђуро Чагоровић (до фебруара 1953) / Никола Ковачевић                                                                   |                                                                                         |                      |
| Народна скупштина Црне Горе (трећи сазив)                        | децембар 1953.               | 1958.                    | Блажо Јовановић |                                                                                         |                      |
| Народна скупштина Црне Горе (трећи сазив)                        | Републичко веће              |                          | |                                                                                         |                      |
| Народна скупштина Црне Горе (трећи сазив)                        | Веће произвођача             |                          | |                                                                                         |                      |
| Народна скупштина Црне Горе (трећи четврти)                      | 1958.                        | 1963.                    | Блажо Јовановић (до 1962) / Филип Бајковић                                                                             |                                                                                         |                      |
| Народна скупштина Црне Горе (трећи четврти)                      | Републичко веће              |                          | |                                                                                         |                      |
| Народна скупштина Црне Горе (трећи четврти)                      | Веће произвођача             |                          | |                                                                                         |                      |
| Сазиви Скупштине Социјалистичке Републике Црне Горе 1963 — 1974  |                              |                          | |                                                                                         |                      |
| сазив                                                            | п. мандата                   | к. мандата               | председник | потпредседник/ци                                                                        | секретар/и           |
| Скупштина СР Црне Горе (пети сазив)                              | 1963.                        | 1967.                    | Андрија Мугоша |                                                                                         |                      |
| Скупштина СР Црне Горе (пети сазив)                              | Републичко веће              |                          | |                                                                                         |                      |
| Скупштина СР Црне Горе (пети сазив)                              | Привредно веће               |                          | |                                                                                         |                      |
| Скупштина СР Црне Горе (пети сазив)                              | Просветно-културно веће      |                          | |                                                                                         |                      |
| Скупштина СР Црне Горе (пети сазив)                              | Социјално-здравствено веће   |                          | |                                                                                         |                      |
| Скупштина СР Црне Горе (пети сазив)                              | Организационо-политичко веће |                          | |                                                                                         |                      |
| Скупштина СР Црне Горе (шести сазив)                             | 1967.                        | 1969.                    | Вељко Милатовић |                                                                                         |                      |
| Скупштина СР Црне Горе (шести сазив)                             | Републичко веће              |                          | |                                                                                         |                      |
| Скупштина СР Црне Горе (шести сазив)                             | Привредно веће               |                          | |                                                                                         |                      |
| Скупштина СР Црне Горе (шести сазив)                             | Просветно-културно веће      |                          | |                                                                                         |                      |
| Скупштина СР Црне Горе (шести сазив)                             | Социјално-здравствено веће   |                          | |                                                                                         |                      |
| Скупштина СР Црне Горе (шести сазив)                             | Организационо-политичко веће |                          | |                                                                                         |                      |
| Скупштина СР Црне Горе (седми сазив)                             | мај 1969.                    | 1974.                    | Вељко Милатовић (до октобра 1969) / Видоје Жарковић                                                                    |                                                                                         |                      |
| Скупштина СР Црне Горе (седми сазив)                             | Републичко веће              |                          | |                                                                                         |                      |
| Скупштина СР Црне Горе (седми сазив)                             | Привредно веће               |                          | |                                                                                         |                      |
| Скупштина СР Црне Горе (седми сазив)                             | Просветно-културно веће      |                          | |                                                                                         |                      |
| Скупштина СР Црне Горе (седми сазив)                             | Социјално-здравствено веће   |                          | |                                                                                         |                      |
| Скупштина СР Црне Горе (седми сазив)                             | Организационо-политичко веће |                          | |                                                                                         |                      |
| Сазиви Скупштина Социјалистичке Републике Црне Горе 1974 — 1990  |                              |                          | |                                                                                         |                      |
| сазив                                                            | п. мандата                   | к. мандата               | председник | потпредседник/ци                                                                        | генерални секретар   |
| Скупштина СР Црне Горе (осми сазив)                              | 1974.                        | 1978.                    | Будислав Шошкић |                                                                                         |                      |
| Скупштина СР Црне Горе (осми сазив)                              | Веће удруженог рада          | Веће удруженог рада      | Ђоко Делибашић |                                                                                         |                      |
| Скупштина СР Црне Горе (осми сазив)                              | Веће општина                 | Веће општина             | Бехудин Халилбеговић                                                                                                   |                                                                                         |                      |
| Скупштина СР Црне Горе (осми сазив)                              | Друштвено-политичко веће     | Друштвено-политичко веће | Милева Гаговић |                                                                                         |                      |
| Скупштина СР Црне Горе (девети сазив)                            | 1978.                        | 1982.                    | Будислав Шошкић (до 1979) / Радивоје Брајовић                                                                          |                                                                                         | Рајко Стијеповић     |
| Скупштина СР Црне Горе (девети сазив)                            | Веће удруженог рада          | Веће удруженог рада      | Манојло Мрдак |                                                                                         | Војислав Мијушковић  |
| Скупштина СР Црне Горе (девети сазив)                            | Веће општина                 | Веће општина             | Милутин Тањевић |                                                                                         | Радивоје Љумовић     |
| Скупштина СР Црне Горе (девети сазив)                            | Друштвено-политичко веће     | Друштвено-политичко веће | Данило Мићуновић |                                                                                         | Борислав Вукашиновић |
| Скупштина СР Црне Горе (десети сазив)                            | 1982.                        | 1986.                    | Милутин Тањевић (1982—1983) / Омер Курпејовић (1983—1984) / Чедомир Ђурановић (1984—1985) / Марко Матковић (1985—1986) | Ђорђе Вукмановић (1982—1983) / Милан Шановић (1983—1984) / Слободан Симовић (1984—1985) |                      |
| Скупштина СР Црне Горе (десети сазив)                            | Веће удруженог рада          |                          | |                                                                                         |                      |
| Скупштина СР Црне Горе (десети сазив)                            | Веће општина                 |                          | |                                                                                         |                      |
| Скупштина СР Црне Горе (десети сазив)                            | Друштвено-политичко веће     |                          | |                                                                                         |                      |
| Скупштина СР Црне Горе (једанаести сазив)                        | 1986.                        | 1990.                    | Велисав Вуксановић (до 1989) / Драган Радоњић                                                                          |                                                                                         |                      |
| Скупштина СР Црне Горе (једанаести сазив)                        | Веће удруженог рада          |                          | |                                                                                         |                      |
| Скупштина СР Црне Горе (једанаести сазив)                        | Веће општина                 |                          | |                                                                                         |                      |
| Скупштина СР Црне Горе (једанаести сазив)                        | Друштвено-политичко веће     |                          | |                                                                                         |                      |
| Скупштина СР Црне Горе (дванаести сазив)                         | 1990.                        | 1993.                    | Ристо Вукчевић |                                                                                         |                      |
| Скупштина СР Црне Горе (дванаести сазив)                         | Веће удруженог рада          |                          | |                                                                                         |                      |
| Скупштина СР Црне Горе (дванаести сазив)                         | Веће општина                 |                          | |                                                                                         |                      |
| Скупштина СР Црне Горе (дванаести сазив)                         | Друштвено-политичко веће     |                          | |                                                                                         |                      |